# Абдулкагиров, Магомед Камингаджиевич
Магомед Камингаджиевич Абдулкагиров (19 ноября 1992) — российский дзюдоист и самбист, призёр чемпионата России по дзюдо.

## Спортивная карьера
В мае 2014 года стал победителем VI Международный турнир по дзюдо на призы Президента России Владимира Путина в Хасавюрте. В октябре 2014 года на 11-й Всероссийском турнире по дзюдо, памяти первого председателя Госсовета Чеченской Республики 
Хусейна Исаева стал бронзовым призёром. В сентябре 2017 года в Нальчике стал бронзовым призёром чемпионата России. В декабре 2018 года стал обладателем Кубка принца Монако. В апреле 2019 года стал победителем турнира посвященный памяти военнослужащих Вооруженных сил, Внутренних войск, сотрудников Следственного комитета, ФСБ, МВД РФ, погибших при исполнении служебного долга.

## Спортивные результаты
- Чемпионат России по дзюдо 2017  — ;

## Личная жизнь
Является выпускником гуманитарного факультета Невинномысского государственного гуманитарно-технического института.